# Leonardo Cordeiro
Leonardo Cordeiro (1989. november 8. –) brazil autóversenyző.

## Pályafutása
2003-ban, tizenhárom évesen kezdett gokartozni. 2007-ben második lett a hazája bajnokságban.
2007 és 2009 között a dél-amerikai Formula–3-as bajnokságban versenyzett. Első évében a Lecor Sports csapatával vett részt. Egy dobogós helyezést szerzett Interlagosban és végül tizenegy pontjával a tizenhetedik helyen zárta az összetett értékelést. A 2008-as szezonra a Cesario Fórmula alakulatához került. Az év során nyolcszor állt a dobogón, és egy alkalommal végzett az első helyen. A bajnokságban a negyedik helyen végzett. 2009-ben tíz futamon győzött és negyven pontos előnyben nyerte meg a bajnokságot a második, Claudio Cantelli előtt.
2010-ben a GP3-as sorozatban vesz majd részt.

## Eredményei
| Szezon | Bajnokság                           | Csapat          | Futamok | Győzelmek | Első rajthelyek | Leggyorsabb körök | Dobogók | Pontszám | Helyezés |
| ------ | ----------------------------------- | --------------- | ------- | --------- | --------------- | ----------------- | ------- | -------- | -------- |
| 2007   | Dél-amerikai Formula–3-as bajnokság | Lecor Sports    | 13      | 0         | 0               | 0                 | 1       | 11       | 17.      |
| 2008   | Dél-amerikai Formula–3-as bajnokság | Cesario Fórmula | 18      | 1         | 5               | 5                 | 8       | 74       | 4.       |
| 2009   | Dél-amerikai Formula–3-as bajnokság | Cesario Fórmula | 18      | 10        | 12              | 15                | 15      | 134      | 1.       |
| 2010   | GP3                                 | MW Arden        | 16      | 0         | 0               | 1                 | 0       | 1        | 27.      |
| 2011   | GP3                                 | Carlin          | 6       | 0         | 0               | 0                 | 0       | 0        | Hn *     |

- szezon folyamatban

## Külső hivatkozások
- Hivatalos honlapja
- Profilja a driver database.com honlapon

1. ↑  https://www.driverdb.com/drivers/leonardo-santos-cordeiro/
2. 1 2  https://www.motorsportmagazine.com/database/drivers/leonardo-cordeiro/